# جاك كيسر
جاك كيسر (بالإنجليزية: Jack Kiser)‏ هو مدير فني أمريكي، ولد في 4 فبراير 1949.